# Peter Gruber (Schriftsteller)
Peter Gruber (* 1955) ist ein österreichischer Schriftsteller.

## Leben
Gruber wuchs auf dem elterlichen Bergbauernhof in Kunagrünberg bei Aich im oberen Ennstal auf. Er absolvierte eine Ausbildung zum Marketingfachmann und war als solcher bis Mitte der 1990er Jahre tätig. Daneben entstanden erste literarische Werke (Lyrik, Natur-Feuilletons, Sagen, Märchen, Essays, Beiträge für Anthologien und Fotobände und Literaturzeitschriften, Theaterprojekte mit Laienspiel-Ensembles).
Seit 1996 lebt Gruber als Hirte auf einer Alm im Dachsteingebirge tätig und schreibt dort an seinen Romanen, die sich vor allem mit seinem heimatlichen Umfeld beschäftigen und hauptsächlich der Geschichte rund ums Dachsteingebirge widmen. Seit 2005 lebt Gruber als freier Schriftsteller in Wien. Seit 2013 erfolgten mehrere Kulturdialog-Reisen in die Länder des Orients und nach Kanada auf Einladung des Bundesministeriums für europäische und internationale Angelegenheiten der Republik Österreich.

## Werke
- Der Gamshuber (Freiluft-Wildererspiel). Theaterprojekt mit Laienspiel-Ensemble, Pruggern, 1992
- Erntedank (Bauernspiel). Theaterprojekt mit Laienspiel-Ensemble, Pruggern, 1992
- Notgasse. Roman, 1998, ISBN 3-85252-196-3.
- Schattenkreuz. Roman, 2001, ISBN 3-85252-402-4.
- Textbeitrag in der Dokumentation "drama[aal]pine arch lab". Das Zentrum Radstadt, 2003
- Das Heilbronner Dachsteinunglück 1954. Dokumentation des Stadtarchivs Heilbronn, 2004 (Co-Autor)
- Tod am Stein. Roman, 2006, ISBN 3-85252-729-5.
- Sommerschnee. Porträt eines Almlebens, mit Fotografien von Kurt Hörbst, 2008, ISBN 978-3-85252-963-9.
- Die Prukkarer (Freiluft-Adventspiel). Theaterprojekt mit Laienspiel-Ensemble, Pruggern, 2009
- Textbeitrag im Katalog zur Ausstellung "Der schaffende Mensch". Schloss Trautenfels / Universalmuseum Joanneum, 2010
- In der Heiligen Nacht reden die Tiere im Stall. Advent-/Weihnachtsbuch, 2011
- Remake des Romans "Notgasse". 2012, ISBN 978-3-200-02667-4
- Das Tagebuch des Kenneth Thomas Cichowicz. Roman, 2014, ISBN 978-3-200-03636-9
- Textbeitrag im Steiermark-Buch "Jede Stimme zählt". Herausgeber Franz Steinmann, Gleisdorf, 2015 (Co-Autor) ISBN 978-3-200-04032-8
- Der Gamshuber - Legenden/Wahrheiten/Mythos. Das Buch zum Spiel, 2016
- Textbeitrag in der Dokumentation "Heilbronner Wissenspause 2016". Stadtarchiv Heilbronn, 2017
- Meine vier Reisen im Orient - Armenien, Georgien, Aserbaidschan, Iran. Reiseerinnerungen, 2018
- Tornado - Spur ins Heute. Erinnerung an den "Tornado von Wiener Neustadt am 10. Juli 1916", ESSL, 2018 (mit Alois M. Holzer und Bodo Hell)
- Fürchtet euch nicht (Holzknechtspiel). Theaterprojekt mit Laienspiel-Ensemble, Ennstaler Advent Gröbming, 2018
- Bewimpertes und Rostblättriges. Lesebuch, 2019, ISBN 978-3-200-06477-5
- Remake des Romans "Tod am Stein" 2023, ISBN 978-3-200-09208-2
- Vom Gipfel des Geschichtenerzählens. Lesebuch, 2024, ISBN 978-3-200-10138-8

sowie zahlreiche Gedichte, Märchen, Sagen, Textbeiträge für Fachtagungen, Symposien und Fachzeitschriften.